# Fujigoko

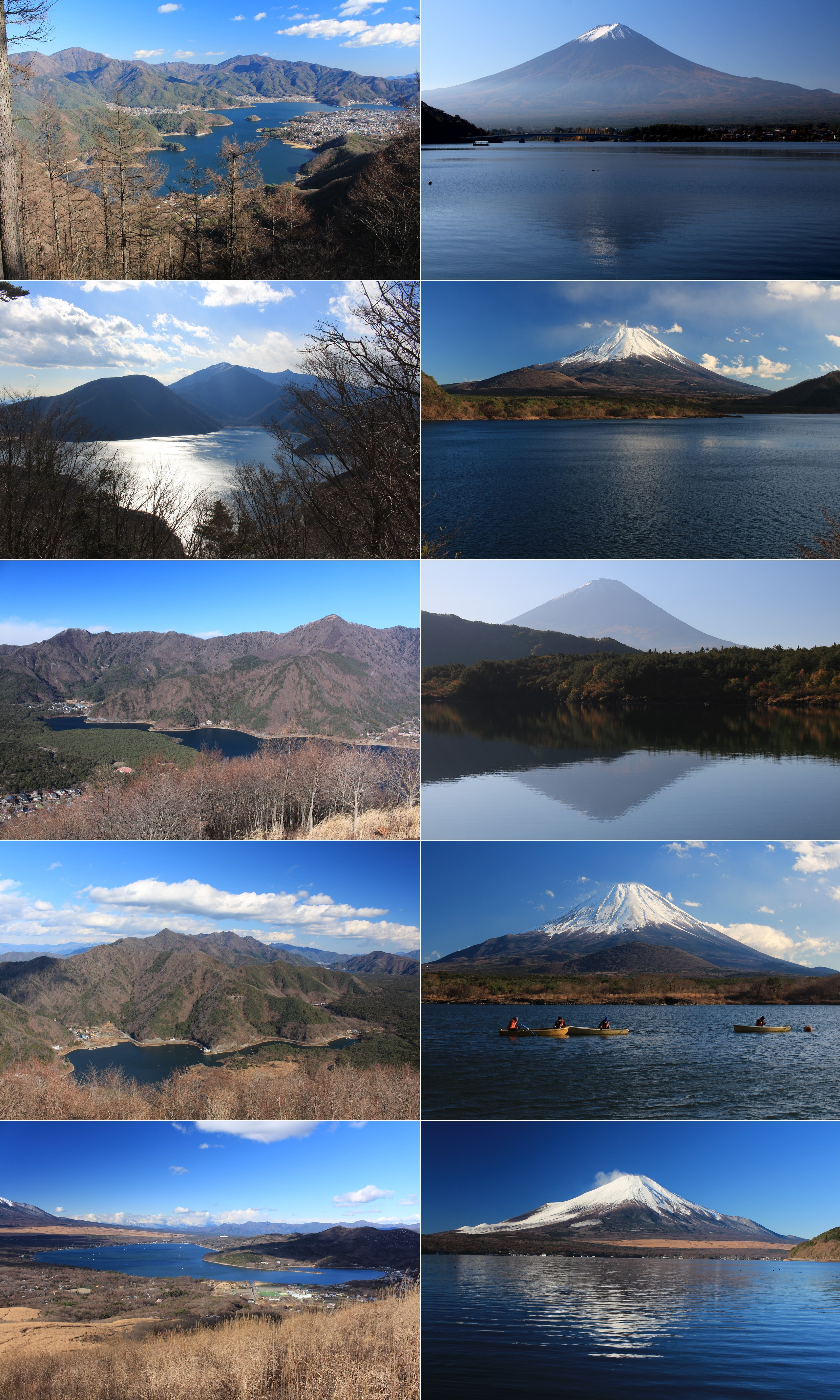
Fujigoko et mont Fuji
lac Motosu
lac Shoji
lac Sai
lac Kawaguchi
lac Yamanaka.

Les Fujigoko (富士五湖, littéralement « cinq lacs Fuji ») sont un ensemble de cinq lacs qui bordent le mont Fuji au nord en suivant un arc. Ils sont situés dans la préfecture de Yamanashi au Japon.
D'ouest en est, on rencontre :
- le lac Motosu (本栖湖, Motosuko?) ;
- le lac Shoji (精進湖, Shōjiko?) ;
- le lac Sai (西湖, Saiko?) ;
- le lac Kawaguchi (河口湖, Kawaguchiko?) ;
- et le lac Yamanaka (山中湖, Yamanakako?).

Ils offrent de magnifiques vues sur les montagnes, spécialement au printemps ou en automne, quand la neige couvre partiellement les pics.